# Eunidia annulicornis
Eunidia annulicornis es una especie de escarabajo longicornio del género Eunidia, categorizada en la tribu Eunidiini, de la subfamilia Lamiinae. Fue descrita por Breuning en 1953.

## Descripción
Mide 6 mm de longitud.

## Distribución
Se distribuye por Zimbabue.